# Duygu Çetinkaya
Duygu Çetinkaya (* 13. Januar 1986 in Denizli) ist eine türkische Schauspielerin.

## Leben
Çetinkaya kam im Jahr 1986 in Denizli zur Welt und ist seit 2007 als Schauspielerin tätig. Internationale Bekanntheit erlangte sie als Sezen Özşener aus der Serie Binbir Gece. Im Jahr 2007 war sie in dem türkischen Film Çılgın Dersane zu sehen. Im Jahr 2013 nahm sie auch an der Reality-Show Survivor Türkiye teil.

## Filmografie (Auswahl)
- 2007: Çılgın Dersane
- 2008: Binbir Gece